# Esterbrook
Esterbrook is een plaats (census-designated place) in de Amerikaanse staat Wyoming, en valt bestuurlijk gezien onder Converse County.

## Demografie
Bij de volkstelling in 2000 werd het aantal inwoners vastgesteld op 32.

## Geografie
Volgens het United States Census Bureau beslaat de plaats een oppervlakte van 8,8 km², geheel bestaande uit land. Esterbrook ligt op ongeveer 1986 m boven zeeniveau.

## Plaatsen in de nabije omgeving
De onderstaande figuur toont nabijgelegen plaatsen in een straal van 88 km rond Esterbrook.